# Golubovci
Golubovci (na crnogor. ćiril. Голубовци) su mjesto i sjedište općine Golubovci.

## Stanovništvo
Po posljednjem službenom popisu stanovništva iz 2003. godine, općina Golubovci imala je 14.563 stanovnika, raspoređenih u 18 naselja.
Nacionalni sastav:
- Crnogorci - 9501 (65,24 %)
- Srbi - 4215 (28,94 %)
- Muslimani - 29 (0,19 %)
- Albanci -  27 (0,18 %)
- Romi - 1 (0,00 %)
- neopredijeljeni - 531 (3,64 %)
- ostali - 259 (1,81 %)

## Naseljena mjesta
Balabani, Berislavci, Bijelo Polje, Bistrice, Botun, Golubovci, Goričani, Gostilj, Kurilo, Ljajkovići, Mahala, Mataguži, Mitrovići, Mojanovići, Ponari, Srpska, Šušunja, Vranjina, Vukovci

## Nacionalni sastav po naseljenim mjestima
- Balabani - 938 (Crnogorci - 525, Srbi - 354, neopredijeljeni - 18, Muslimani - 1, ostali - 40)
- Berislavci - 489 (Crnogorci - 355, neopredijeljeni - 72, Srbi - 61, ostali - 1)
- Bijelo Polje - 826 (Crnogorci - 660, Srbi - 159, neopredijeljeni - 4, ostali - 3)
- Bistrice - 345 (Crnogorci - 263, Srbi - 67, neopredijeljeni - 10, ostali - 5)
- Botun - 717 (Crnogorci - 444, Srbi - 219, neopredijeljeni - 23, ostali - 31)
- Vukovci - 426 (Crnogorci - 346, Srbi - 74, neopredijeljeni - 4, Romi - 1, ostali - 1)
- Golubovci - 2869 (Crnogorci - 1807, Srbi - 885, neopredijeljeni - 121, Albanci - 15, Muslimani - 10, ostali - 31)
- Goričani - 1205 (Crnogorci - 795, Srbi - 379, neopredijeljeni - 20, Muslimani - 1, ostali - 10)
- Gostilj - 193 (Crnogorci - 128, Srbi - 58, ostali - 7)
- Kurilo - 106 (Crnogorci - 93, Srbi - 7, neopredijeljeni - 6)
- Ljajkovići - 686 (Crnogorci - 528, Srbi - 84, neopredijeljeni - 42, Muslimani - 1, ostali - 31)
- Mataguži - 1.299 (Crnogorci - 767, Srbi - 478, neopredijeljeni - 32, Albanci - 6, ostali - 16)
- Mahala - 1.235 (Crnogorci - 761, Srbi - 394, neopredijeljeni - 61, Albanci - 2, ostali - 17)
- Mitrovići - 288 (Crnogorci - 181, Srbi - 89, neopredijeljeni - 11, ostali - 7)
- Mojanovići - 1.850 (Crnogorci - 1.061, Srbi - 665, neopredijeljeni - 72, Albanci - 4, Muslimani - 1, ostali - 47)
- Ponari - 295 (Crnogorci - 252, Srbi - 28, neopredijeljeni - 15)
- Srpska - 515 (Crnogorci - 295, Srbi - 177, neopredijeljeni - 18, Muslimani - 15, ostali - 10)
- Šušunja - 281 (Crnogorci - 240, Srbi - 37, neopredijeljeni - 2, ostali - 2)

## Šport
Golubovci su domaćin nogometnom klubu Zeta koji je 2007. bio prvi pobjednik neovisne lige Crne Gore.